# NGC 1658
NGC 1658 is een spiraalvormig sterrenstelsel in het sterrenbeeld Graveerstift. Het hemelobject werd op 1 december 1837 ontdekt door de Britse astronoom John Herschel.

## Lambda Caeli
Vanaf de aarde gezien bevinden de stelsels NGC 1658 en NGC 1660 zich een halve graad ten zuiden van de ster lambda Caeli (magnitude +5). Amateurastronomen kunnen lambda Caeli aanwenden als gidsster om op zoek te gaan naar beide sterrenstelsels.

## Synoniemen
- PGC 15899
- ESO 304-16
- MCG -7-10-20
- AM 0442-413